# Космін Моці
Космін Моці (рум. Cosmin Moți, нар. 3 грудня 1984, Решица) — колишній румунський футболіст, захисник.
Моці розпочав свою кар'єру в «Університаті» (Крайова), а потім перейшов у «Динамо» (Бухарест), з яким став чемпіоном Румунії, володарем Кубка та Суперкубка Румунії. Під час гри за «Динамо» він також недовго виступав на правах оренди в клубі італійської Серії А «Сієна». У червні 2012 року Моці підписав контракт з «Лудогорецем», з яким він дев'ять разів поспіль ставав чемпіоном Болгарії, а також виграв два Кубки Болгарії та чотири Суперкубки. У травні 2015 року південна трибуна «Лудогорець Арени» була офіційно перейменована на трибуну «Моці» на знак визнання його унікального внеску в першому в історії виходу клубу до групового етапу Ліги чемпіонів. По завершенні ігрової кар'єри став технічним директором клубу. Також провів п'ятнадцять матчів за національну збірну Румунії, з якою був учасником чемпіонатів Європи 2008 та 2016 років.

## Клубна кар'єра
Народився 3 грудня 1984 року в місті Решица. Вихованець футбольної школи клубу «Решица».
Погравши на різних вікових рівнях за «Решицю», Космін Моці так і не встиг зіграти жодного матчу за основну команду і вже в 17 років вирушив до «Університаті» (Крайова), в якій провів три сезони, взявши участь у 39 матчах чемпіонату.
Своєю грою за цю команду привернув увагу представників тренерського штабу клубу «Динамо» Бух., до складу якого приєднався влітку 2005 року. Дебют у складі «Динамо» виявився достатньо успішним. Перший матч за столичний клуб Моці провів 11 серпня 2005 року проти Омонії з Нікосії в рамках кваліфікації Кубка УЄФА. У тому ж місяці Космін встиг виграти перший трофей у своїй кар'єрі — Суперкубок Румунії, обігравши свого найзапеклішого суперника «Стяуа» 3:2.
Другий сезон Моці в Бухаресті став чемпіонським і футболіст вирішив спробувати свої сили на вищому рівні. Влітку 2008 року Космін на правах оренди перейшов в італійську «Сієну», проте до кінця року зіграв за команду лише чотири матчі, через що в лютому 2009 року повернувся в «Динамо», де зіграв ще чотири роки. Завершив свою кар'єру у складі «Червоних собак» так само, як і починав — виграним трофеєм. 25 травня 2012 року, через рік після прикрої поразки від «Стяуа» (1:2) у фіналі Кубка Румунії, Динамо знову дісталося до вирішального матчу в тому ж турнірі, де здолало сусідів з «Рапіда» (1:0).

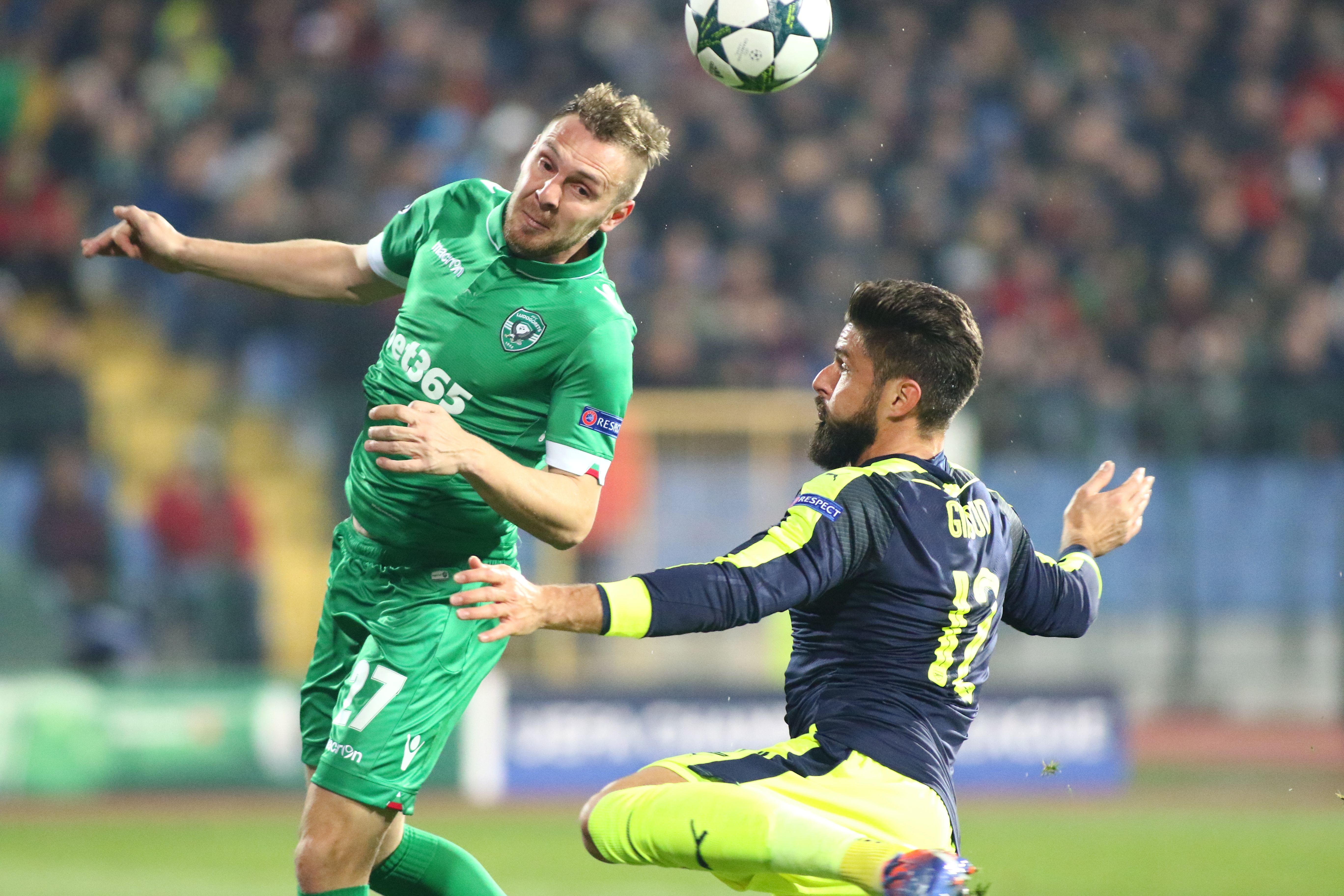
Моці (ліворуч) у складі «Лудогорця» в грі Ліги чемпіонів проти Олів'є Жиру з «Арсеналу» у 2016 році.

Цей трофей став останнім у «домашній» кар'єрі Косміна, і вже через кілька тижнів він перебрався в болгарський «Лудогорець». За болгарський клуб Моці також свій перший матч провів у єврокубках. Цього разу в Лізі чемпіонів, де разградці протистояли загребському «Динамо». Відтоді Космін Моці став стабільним гравцем основи «Лудогорця».
27 серпня 2014 року, наприкінці додаткового часу матчу раунду плей-оф Ліги чемпіонів проти «Стяуа» був змушений зайняти позицію воротаря після видалення Владислава Стоянова, надівши футболку запасного голкіпера команди Івана Чворовича. До закінчення овертайму він встиг відзначитися вдалою грою на виході при подачі з кутового, після чого була серія післяматчевих пенальті, яка почалася з точного удару Моці, а надалі він відбив два удари суперника, причому останній удар взяв «намертво», після чого з м'ячем побіг святкувати історичний перший вихід клубу в груповий етап Ліги чемпіонів з уболівальниками на трибуни. Незабаром після матчу власник «Лудогорця» Кирил Домусчієв запропонував назвати на честь Моці одну з трибун на новому домашньому стадіоні клубу. Сам Космін заявив, що він в перший раз вирішив встати в ворота, і це вийшло для нього вдало, але він не збирається міняти своє амплуа і буде продовжувати грати в ролі захисника. Його виступ у пам'ятному поєдинку висвітлювався в головних міжнародних спортивних ЗМІ Європи та світу, а деякі експерти вважають цей матч одним із найдраматичніших в історії Ліги чемпіонів. 15 травня 2015 року на стадіоні «Лудогорець Арени» відкрили трибуну його імені, а 12 вересня 2015 року президент Республіки Болгарія Росен Плевнелієв нагородив його орденом «Стара планина» за заслуги в матчі проти «Стяуа».
Моці оголосив про завершення кар’єри 15 травня 2021 року після того, як «Лудогорець» виграв свій 10-й титул чемпіона поспіль. Всього румун встиг відіграти за команду з міста Разграда 296	ігор в усіх турнірах і забив 37 голів. Натомість 7 червня 2021 року Моці був названий новим технічним директором «Лудогорця».

## Виступи за збірні
Протягом 2003–2006 років залучався до складу молодіжної збірної Румунії. На молодіжному рівні зіграв у 21 офіційному матчі, забив 1 гол.
6 лютого 2008 року дебютував в офіційних матчах у складі національної збірної Румунії в товариській грі проти збірної Ізраїлю. Влітку того ж року у складі збірної був учасником чемпіонату Європи 2008 року в Австрії та Швейцарії, проте на поле так жодного разу і не вийшов. До кінця року всього зіграв у чотирьох матчах, після чого перестав викликатись до збірної.
7 жовтня 2011 року після тривалої перерви повернувся до збірної, провівши повний матч проти збірної Білорусі (2:2) в рамках відбору на Євро-2012, після чого знову перестав викликатись до її складу.
З 2016 року знову став стабільно виступати за збірну і того ж року поїхав у її складі на чемпіонат Європи 2016 року, де на поле, втім, не виходив. Надалі з командою брав участь у невдалому для румунів відборі на чемпіонат світу 2018 року, а також провів два матчі у Лізі націй 2018/19, допомігши команді підвищитись у класі. Останній матч за національну збірну провів 26 березня 2019 року проти Фарерських островів (4:1) у відбірковому турнірі до Євро-2020. Всього провів у формі головної команди країни 15 матчів.

## Статистика виступів

### Статистика виступів за збірну
| Дата       | Місто       | Господарі         | Результат | Гості             | Турнір                                    | Голи | Примітки   |
| ---------- | ----------- | ----------------- | --------- | ----------------- | ----------------------------------------- | ---- | ---------- |
| 6-2-2008   | Тель-Авів   | Ізраїль           | 1 – 0     | Румунія           | товариський матч                          | -    |            |
| 31-5-2008  | Бухарест    | Румунія           | 4 – 0     | Чорногорія        | товариський матч                          | -    |            |
| 20-8-2008  | Урзічень    | Румунія           | 1 – 0     | Латвія            | товариський матч                          | -    |            |
| 10-9-2008  | Торсгавн    | Фарерські острови | 0 – 1     | Румунія           | Відбір до ЧС 2010                         | -    |            |
| 7-10-2011  | Бухарест    | Румунія           | 2 – 2     | Бельгія           | Відбір до ЧЄ 2012                         | -    |            |
| 18-11-2014 | Бухарест    | Румунія           | 2 – 0     | Данія             | товариський матч                          | -    | 70'        |
| 23-3-2016  | Джурджу     | Румунія           | 1 – 0     | Литва             | товариський матч                          | -    |            |
| 3-6-2016   | Бухарест    | Румунія           | 5 – 1     | Грузія            | товариський матч                          | -    | 68' (a.г.) |
| 4-9-2016   | Клуж-Напока | Румунія           | 1 – 1     | Чорногорія        | Відбір до ЧС 2018                         | -    | 41'        |
| 11-10-2016 | Астана      | Казахстан         | 0 – 0     | Румунія           | Відбір до ЧС 2018                         | -    | 26'        |
| 4-9-2017   | Подгориця   | Чорногорія        | 1 – 0     | Румунія           | Відбір до ЧС 2018                         | -    | 85'        |
| 14-11-2017 | Бухарест    | Румунія           | 0 – 3     | Нідерланди        | товариський матч                          | -    |            |
| 17-11-2018 | Плоєшті     | Румунія           | 3 – 0     | Литва             | Ліга націй УЄФА 2018—2019 - груповий етап | -    |            |
| 20-11-2018 | Подгориця   | Чорногорія        | 0 – 1     | Румунія           | Ліга націй УЄФА 2018—2019 - груповий етап | -    |            |
| 26-3-2019  | Бухарест    | Румунія           | 4 – 1     | Фарерські острови | Відбір до ЧЄ 2020                         | -    | 39'        |
| Усього     |             | Матчів            | 15        |                   | Голів                                     | 0    |            |

## Титули і досягнення
- Чемпіон Румунії (1):

«Динамо» (Бухарест): 2006/07
- Володар Кубка Румунії (1):

«Динамо» (Бухарест): 2011/12
- Володар Суперкубка Румунії (1):

«Динамо» (Бухарест): 2005
- Чемпіон Болгарії (9):

«Лудогорець»: 2012/13, 2013/14, 2014/15, 2015/16, 2016/17, 2017/18, 2018/19, 2019/20, 2020/21
- Володар Кубка Болгарії (1):

«Лудогорець»: 2013/14
- Володар Суперкубка Болгарії (4):

«Лудогорець»: 2012, 2014, 2018, 2019

### Індивідуальні
- Найкращий гравець року за версією вболівальників «Лудогорця»: 2014[14]
- Захисник року болгарської групи А: 2014[15]
- Найкращий іноземний гравець болгарської групи A: 2014[16]